# 제임스 칠드레스
제임스 칠드레스(James Childress)은 미국의 윤리학자이다.

## 같이 보기
- 의료윤리학
- 원칙주의
- 톰 비첨